# روبرتو دو فالي
روبيرتو دو فالي (بالإسبانية: Roberto do Valle)‏ (ساو جوزي دو ريو بريتو (ساو جوزية دو ريو بريتو), 26 فبراير 1934 - سانتوس (سانتوس), 3 يوليو 2011 ) هو أستاذ, شاعر, صحافي ومؤرخ برازيلي, وأحد أفضل الكتاب في ساو جوزية دو ريو بريتو.